# Гавис (озеро)
Гави́с (лит. Gavys) — озеро в Игналинском районе Утенского уезда на востоке Литвы. Располагается у юго-западной окраины города Игналина, на территории Игналинского староства, по восточному берегу озера проходит граница Игналинского городского староства. Относится к водосборному бассейну реки Жеймяны, правого притока Нярис.
Гавис находится на высоте 153 м над уровнем моря. Площадь озера составляет 124 га, длина — 6,3 км, ширина до 4,4 км. Наибольшая глубина — 39 м, средняя глубина — 10,1 м. Протяжённость береговой линии — 7,6 км. Есть 3 острова, общей площадью 2,3 га. Площадь водосборного бассейна озера — 5,1 км².